# Större snabbagge
Större snabbagge (Cordicollis sellatus) är en skalbaggsart som först beskrevs av Georg Wolfgang Franz Panzer 1797.  Större snabbagge ingår i släktet Cordicollis, och familjen kvickbaggar. Enligt den svenska rödlistan är arten nära hotad i Sverige. Arten förekommer i Götaland, Gotland, Öland, Svealand, Nedre Norrland och Övre Norrland. Artens livsmiljö är våtmarker.